# Odder Kommune
Odder Kommune ist eine dänische Gemeinde in der Region Midtjylland. Sie erstreckt sich über eine Fläche von 223,70 km² und zählt 23.626 Einwohner (Stand 1. Januar 2023). Der Sitz der Verwaltung ist Odder. Die Kommune wurde bereits 1970 im Århus Amt gebildet und blieb bei der Verwaltungsreform des Jahres 2007 unverändert.

## Entwicklung der Einwohnerzahl
- 1. Januar 1980 – 17.654
- 1. Januar 1990 – 18.744
- 1. Januar 2000 – 19.901
- 1. Januar 2003 – 20.728
- 1. Januar 2005 – 21.133
- 1. Januar 2008 – 21.562
- 1. Januar 2009 – 21.593
- 1. Januar 2010 – 21.721
- 1. Januar 2023 – 23.626

## Kirchspielsgemeinden und Ortschaften in der Kommune
Auf dem Gemeindegebiet liegen die folgenden Kirchspielsgemeinden (dän.: Sogn) und Ortschaften mit über 200 Einwohnern  (byområder (dt.: „Stadtgebiete“) nach Definition der Statistikbehörde); Einwohnerzahl am 1. Januar 2023, bei einer eingetragenen Einwohnerzahl von Null hatte der Ort in der Vergangenheit mehr als 200 Einwohner:
| Sogn           | Einwohner | Ortschaft     | Einwohner |
| -------------- | --------- | ------------- | --------- |
| Alrø Sogn      | 150       |               |           |
| Bjerager Sogn  | 739       | Bovlstrup     | 298       |
| Falling Sogn   | 466       |               |           |
| Gosmer Sogn    | 570       |               |           |
| Gylling Sogn   | 1.619     | Gylling       | 634       |
| Halling Sogn   | 1.700     | Hov           | 1.664     |
| Hundslund Sogn | 1.329     | Hundslund     | 575       |
| Nølev Sogn     | 213       |               |           |
| Odder Sogn     | 13.704    | Odder         | 12.914    |
| Randlev Sogn   | 616       | Neder Randlev | 215       |
| Saksild Sogn   | 1.619     | Saksild       | 878       |
| Torrild Sogn   | 486       | Torrild       | 228       |
| Tunø Sogn      | 71        |               |           |
| Ørting Sogn    | 849       | Ørting        | 648       |

## Vorgängergemeinden
Bereits bei der Bildung der Kommune 1970 waren einige der Sogne zu Landgemeinden zusammengeschlossen, die aus je zwei Kirchspielen bestanden:
- Gosmer-Halling (Kirchspiele Gosmer und Halling)
- Odder (Kirchspiele Odder und Torrild)
- Randlev-Bjergager (Kirchspiele Randlev und Bjerager)
- Saksild-Nølev (Kirchspiele Saksild und Nølev)
- Ørting-Falling (Kirchspiele Ørting und Falling)

## Megalithanlagen in der Kommune
- Stenhøj in Boulstrup
- Sven Feldings Grav in Åkjær
- Kæmpehøjen in Gersdorflund (auch Gersdorffslund)